# László Botka
Dans le nom hongrois Botka László, le nom de famille précède le prénom, mais cet article utilise l’ordre habituel en français László Botka, où le prénom précède le nom.
László Botka, né le 21 février 1973 à Tiszaföldvár, est un homme politique hongrois, membre du Parti socialiste (MSzP) et bourgmestre de Szeged depuis 2002. 

## Biographie
En 1994, Botka est élu à l'Assemblée nationale. Il est alors le plus jeune membre du parlement. Il est toutefois défait en 1998 mais est réélu en 2002, 2006, 2010 et 2014. Botka est élu maire de Szeged en 2002 et y mène une « politique culturelle et sociale volontariste ».
En mai 2014, Attila Mesterházy le président du MSzP démissionne de son poste après les mauvais résultats du parti lors des élections européennes (10,9 % des voix) et législatives. Botka est nommé président par intérim jusqu'à l'élection de József Tóbiás en juillet.
Fin décembre 2016, soutenu par le président du MSzP Gyula Molnár, Botka est choisi par la direction du MSzP pour mener la campagne des socialistes lors des élections législatives hongroises de 2018. En janvier 2017, il obtient du MSzP la direction des négociations avec d'autres partis de gauche (Coalition démocratique, Ensemble et Parti du dialogue pour la Hongrie) en vue de créer une coalition pour les élections législatives. Investi tête de liste du parti et candidat socialiste au poste de Premier ministre en mai 2017, il mène une campagne de plusieurs mois marquée par un inventaire critique du bilan de la gauche au gouvernement entre 2004 et 2010 et une tentative de marginalisation de l'ancien Premier ministre Ferenc Gyurcsány. Il renonce finalement à mener campagne le 2 octobre 2017, en raison de son échec à fédérer les « partis démocratiques » contre Viktor Orbán, mais aussi et surtout en raison de l'effondrement des intentions de vote pour son parti dans les sondages d'opinion.